# Richard Grenville

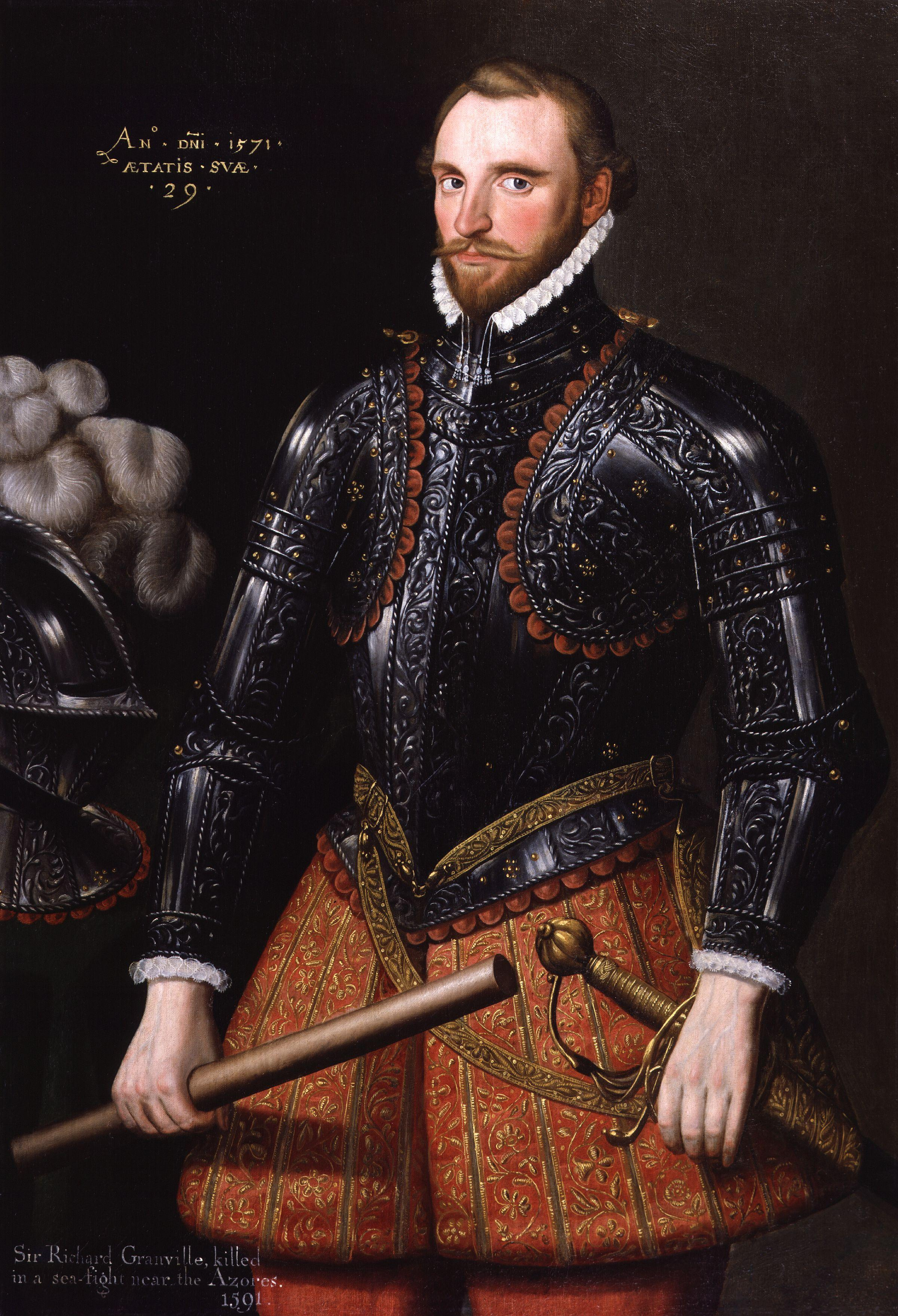
Richard Grenville, 1571

Sir Richard Grenville (* 6. Juni 1542 in Clifton House in Devonshire; † 10. September 1591 auf hoher See bei den Azoren) war ein englischer Seemann, Entdeckungsreisender und Soldat der Elisabethanischen Zeit, bekannt durch sein draufgängerisches „letztes Gefecht“ gegen die Spanier mit der Revenge.

## Leben
Grenville wuchs in Buckland Abbey in Devonshire auf. Sir Walter Raleigh und Francis Drake waren seine Cousins. Er lernte zudem noch Theodor Palaiologos, den letzten Nachfahren des byzantinischen Kaisers, kennen, der seinen Lebensabend in Grenvilles Heimatort Clifton verbrachte. Mit 17 Jahren studierte er die Rechte am Inner Temple in London. 1562 tötete er einen Robert Bannister mit dem Schwert in einer Rauferei im Strand, wurde aber begnadigt.

Er schlug die militärische Laufbahn ein und kämpfte gegen die Türken 1566 in Ungarn. 1569 ging er nach Irland, wo er verschiedene englische Adlige wie St. Leger bei der Inbesitznahme und Kolonisierung von Land im Süden Irlands militärisch unterstützte. Das führte zu Aufständen der Iren unter James FitzMaurice FitzGerald (First Desmond Rebellions), die die englische Garnison bei Tracton niedermachten, die Stadt Cork ausraubten und Waterford belagerten, in dem die Ehefrauen von Grenville und St. Leger waren. Grenville, zu diesem Zeitpunkt Sheriff von Cork, blieb unterdessen in England, wo er mit dem Earl of Arundel und dem Duke of Norfolk gegen den Sekretär der Königin, Sir William Cecil, 1. Baron Burghley, paktierte. In Devonshire baute er den Fischerort Bideford zu einem Handelshafen aus und plante Seereisen in ferne Länder. Der Plan, die Welt über die Magellanstraße zu umrunden, stammt von ihm – Königin Elisabeth ließ ihn aber 1577 von Francis Drake ausführen. 1577 wurde er als Knight Bachelor in den Ritterstand erhoben. 1585 war Grenville Admiral der Flotte, die englische Siedler in eine Kolonie auf Roanoke Island vor North Carolina brachte. Dabei machte er ein ganzes Indianerdorf nieder, nur weil ein Ureinwohner eine kleine Silberschale gestohlen hatte. Dieses Vorgehen wurde vom damaligen Gouverneur der Kolonie, Ralph Lane, hart kritisiert, da man auf ein friedliches Zusammenleben mit den Ureinwohnern angewiesen war. Als Grenville 1586 zur Kolonie zurückkehrte, war sie schon aufgegeben und die Kolonisten mit Drake zurückgesegelt. Auf dem Rückweg nach England plünderte Grenville mehrere Orte auf den Azoren aus. Drake verweigerte ihm ein Kommando bei seinem erfolgreichen Überfall auf Cádiz 1587. Stattdessen war Grenville mit Verteidigungsvorbereitungen in Cornwall und Devonshire beschäftigt angesichts einer erwarteten spanischen Invasion. Nach der Niederlage der spanischen Armada, an der Grenville durch Patrouillen auf See vor Irland (gemeinsam mit Walter Raleigh) beteiligt war, ging Grenville wieder nach Irland, wo er 1583 an der Niederschlagung der zweiten Desmond-Rebellion beteiligt war, wobei er sich großen Grundbesitz (ca. 97 Quadratkilometer) bei Kinalmeaky zulegte. Seine Kolonialisierungsversuche (das heißt Ansiedlung englischer Bauern) waren aber wenig erfolgreich und er ging 1590 nach England zurück. Er nahm wieder ein Seekommando als Vizeadmiral unter Thomas Howard an, mit dem Auftrag, der spanischen Silberflotte bei den Azoren aufzulauern. 

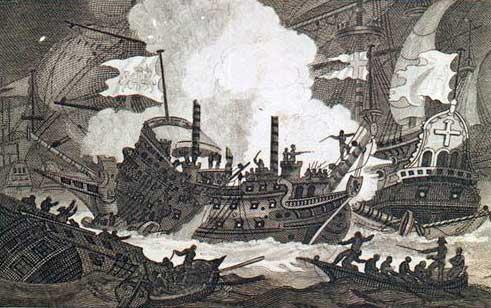
Die letzte Schlacht der Revenge

 Sein Flaggschiff war die Revenge. Sie wurden allerdings bei Flores von einer übermächtigen spanischen Flotte von 53 Schiffen überrascht, die Philipp II. ausgeschickt hatte. Während Howard sich zurückzog, stellte sich Grenville den Spaniern, obwohl seine Besatzung durch Krankheit schon auf 95 Mann reduziert war. Bei dem zwölf Stunden währenden Kampf fügte er 15 spanischen Galeonen schweren Schaden zu. Am Ende wollte er sein Schiff durch eine Explosion selbst versenken, aber die Besatzung folgte ihm nicht und ergab sich. Der in der Seeschlacht verwundete Grenville starb am 10. September 1591 in Gefangenschaft auf dem Flaggschiff des spanischen Admirals Alonso de Bazán. Zusammen mit 16 spanischen Schiffen versank die von einem Prisenkommando übernommene Revenge kurz danach in einem Sturm.

## Nachleben
Schon bald wurden in England Gedichte auf diese „Heldentat“ verfasst. Bekannt ist ein Gedicht Revenge von Alfred Tennyson. Das Lied Lord Grenville auf dem Musikalbum Year of the Cat von Al Stewart bezieht sich ebenfalls auf ihn.